# (15071) Hallerstein
Pour les articles homonymes, voir Hallerstein.
(15071) Hallerstein est un astéroïde de la ceinture principale.

## Description
(15071) Hallerstein est un astéroïde de la ceinture principale. Il fut découvert le 24 janvier 1999 à Črni Vrh par l'observatoire de Črni Vrh. Il présente une orbite caractérisée par un demi-grand axe de 2,53 UA, une excentricité de 0,18 et une inclinaison de 6,3° par rapport à l'écliptique.

## Compléments